# 101 Park Avenue
101 Park Avenue este o clădire ce se află în New York City.

## Legături externe
- 101 Park Ave.
- Emporis
- Skyscraperpage